# Кьолнски език
Кьолнският език (самоназвание: Kölsch, /kœɫːɕ/) е най-разпространеният вариант на рипуарската диалектна група. Говори се в кьолнската област, намираща се в Северен Рейн-Вестфалия.

## История
Съвременният кьолнски диалект, се развива от старокьолнския диалект, който се говори от 12. до 18. век. По време на Наполеоновите войни, кьолнският език се намира под силно френско влияние. През цялата история на град Кьолн, кьолнският диалект се намира в постоянен контакт с други немски диалекти и в днешно време има все повече влияние от стандартния немски език.

## Говорещи
Макар че кьолнският език се говори само от приблизително 250 000 души, се предполага, че още 10 милиона души разбират диалекта.
За разлика от други немски диалекти, кьолнският диалект е документиран и преподаван от лингвистична институция, в случая на кьолнския език – Академия на кьолнския език.
Кьолнският диалект се използва най-вече за театрални пиеси, карнавални песни и други художествени творби. Най-известните кьолнски групи се казват Брингс, Хьонер и БАП.

## Пример
Отче Наш“ на кьолнски
Et Vatterunser
Ons Vatter, dä do bes em Himmele.
Jehellichtt weid dinge Noome.
Ding Rych kumm.
Ding Welle lait jescheie,
wei em Himmele, esu op de Äid.
Uns däiglisch Broit jevv m'r hügg.
Un exküseir m'r ons Schold,
wy och mir verjonn ons Schuldijer.
Un föire m'r net en Versöchung,
Ävver erlöis m'r vun däm Kolliche.
Dann ding es et Rych,
Un der Maich un de Praich
en Ywichkett.